# Мякота, Алексей Сергеевич
Алексей Сергеевич Мякота (26 марта 1932 года, с. Терновщина Лубенского района Полтавской области УССР, — 15 ноября 2011 года, Полтава) — советский партийный деятель, председатель Полтавского облисполкома. Депутат Верховного Совета УССР 11-го созыва. Кандидат в члены ЦК КПУ в 1986—90 г. Член ЦК КПУ в 1990—91 гг. Народный депутат СССР в 1989—92 гг.

## Биография
Окончил Полтавскую торгово-кооперативную школу. В 1949—1951 г. — рабочий Лубенской махорочной фабрики; рабочий коноплезавода.
В 1951—1955 г. — служба в Военно-морском флоте СССР.
С 1952 года стал членом КПСС.
В 1955—1972 г. — инструктор, заведующий сектором Лазарковского районного комитета КПУ Полтавской области; инспектор-партийный организатор Лубенского сельского производственного партийного комитета, заведующий организационного отдела Лубенского районного комитета КПУ Полтавской области; секретарь Чутовского районного комитета КПУ Полтавской области; секретарь, 2-й секретарь Кременчугского районного комитета КПУ Полтавской области.
Окончил Полтавский сельскохозяйственный институт и Высшую партийную школу при ЦК КПУ.
В 1972—78 гг. — первый секретарь Чернухинского райкома КПУ Полтавской области; первый секретарь Кременчугского райкомитета КПУ Полтавской области.
В 1978—84 гг. — секретарь Полтавского областного комитета КПУ.
В 1984 — апреле 1988 года — председатель исполнительного комитета Полтавского областного совета народных депутатов.
2 апреля 1988 года — 26 августа 1991 года — первый секретарь Полтавского областного комитета КПУ.
В апреле 1990 года — январе 1991 года — председатель Полтавской областной рады.